# Castelnau-Barbarens
Castelnau-Barbarens är en kommun i departementet Gers i regionen Occitanien i sydvästra Frankrike. Kommunen ligger i kantonen Saramon som tillhör arrondissementet Auch. År 2022 hade Castelnau-Barbarens 579 invånare.

## Befolkningsutveckling
Antalet invånare i kommunen Castelnau-Barbarens
Referens:INSEE